# Мулова черепаха оахакська
Мулова черепаха оахакська (Kinosternon oaxacae) — вид черепах з роду Американські мулові черепахи родини Мулові черепахи.

## Опис
Загальна довжина карапаксу досягає 17,5 см. Спостерігається статевий диморфізм: самці більші за самиць. Голова помірного розміру. На підборідді присутньо 3—4 вусика. На верхній щелепі є своєрідний гак. Карапакса досить високий й подовжений з кілем, що йде по середині. Пластрон невеликий. Рухома зв'язка не достатньо розвинена. Тому черепаха не може повністю «зачинятися». У самців увігнутий пластрон і великий хвіст з гаком.
Голова та шия коричневі з дрібними цятками жовтого кольору. Верхня частина голови темніше нижньої. Карапакс темно-коричневого або чорного кольору. Кінці крайових щитків жовті з темними смугами. Пластрон та перетинка мають жовтий або коричневий колір з темними плямами. Кінцівки коричневі або сірі зверху і кремового кольору. Хвіст повністю коричневий або сірий.

## Спосіб життя
Полюбляє річки, болта, струмки у гірській місцині та низині. Зустрічається на висоті до 800 м над рівнем моря. Активна вдень. Харчується ікрою риб, комахами, ракоподібними, земноводними.
Статева зрілість у самців настає у віці 7—10 років, у самиць — 8—9 років. Самиця відкладає до 4—5 яєць.

## Розповсюдження
Мешкає у басейні річок Колотепек й Тонамека на тихоокеанському узбережжі штату Оахака у Месиці.